# Guillaume d'Apulie
Guillaume d'Apulie ou Guillaume II d'Apulie (né vers 1096, mort le 28 juillet 1127) fut duc d’Apulie et de Calabre de 1111 à 1127.

## Biographie
Guillaume est le fils du duc Roger Borsa et d'Adèle de Flandre. En 1111, il succède à son père à la tête du duché d'Apulie et de Calabre mais, encore mineur, la régence est exercée par sa mère.
En 1114, au concile de Ceprano, le jeune duc reçoit du pape Pascal II l'investiture de ses États. La même année, il épouse Gaitelgrime, fille d'un comte d'origine normande, Robert d'Airola, comte de Caiazzo.
Guillaume, personnage effacé, se montre encore plus incapable que son père pour maintenir l'ordre dans ses possessions d'Italie méridionale. En 1115, le pape parvient à imposer une paix de Dieu à Troia, mais elle n’est pas respectée. En 1118, les habitants de Bari se révoltent et se libérent momentanément du joug normand tout en élisant comme prince un Lombard prénommé Grimoald. En 1120, le pape Calixte II doit intervenir pour forcer Alexandre, comte de Matera, à libérer Constance, la tante de Guillaume. En 1122, Guillaume appelle à l'aide le cousin de son père, le comte Roger II de Sicile, pour réduire la révolte du comte Jourdain d'Ariano. En échange, il doit abandonner à l'ambitieux Roger ses dernières possessions en Sicile et en Calabre. Grâce au soutien de Roger, il obtient néanmoins la soumission de Jourdain et récupère le comté d'Ariano.
Guillaume ne semble pas être intervenu dans le conflit opposant l'empereur germanique Henri V et la papauté, en tout cas, son rôle fut apparemment effacé. Lorsqu'en 1117 le pape Pascal II doit quitter Rome pour fuir Henri V, il trouve refuge à Bénévent et est secouru par le prince de Capoue. Son successeur Gélase II ne trouve pas davantage un appui dans le duc d'Apulie ; forcé par la crainte de l'empereur de quitter Rome, il cherche un asile non pas chez Guillaume, mais chez le prince Robert de Capoue. Selon Ferdinand Chalandon, cela suffit à montrer combien le rôle du duc Guillaume est effacé en Italie méridionale où l'anarchie ne fait qu'augmenter. Néanmoins, le duc se rend à Gaète pour prêter au pape Gélase II serment de fidélité, et participe à l'expédition menée contre Rome et les ennemis du pape. Cependant, les chroniques mentionnent à peine sa présence dans cette campagne militaire et c'est encore le prince de Capoue qui est au premier plan, qui commande l'armée et qui prend Rome.
En 1125, il se rend à Bénévent auprès du pape Honorius II qui lui remet l’investiture de son duché.
En juillet 1127, sentant peut-être la mort arriver malgré son jeune âge, Guillaume décide qu'il sera enterré dans la cathédrale Saint-Mathieu de Salerne, dans le sépulcre de son père, et donne à l'archevêque Romuald, différents biens situés aux portes de Salerne. Le 28 juillet de la même année, il meurt sans postérité, livrant ainsi l'Italie normande aux prétentions de l'ambitieux Roger II de Sicile.
Si Romuald de Salerne a blâmé la faiblesse du gouvernement du duc, ses contemporains, moins sévères, ont vanté son courage militaire, sa largesse, sa courtoisie et son respect du clergé. Falcon de Bénévent a, lui, dépeint l'empressement du peuple de Salerne se pressant au palais pour voir encore une fois, après sa mort, son bon seigneur « qui fut pleuré comme jamais le fut duc ou empereur ». La femme du duc, Gaitelgrime, coupa en signe de deuil ses cheveux pour en couvrir le corps de son défunt mari.
Selon l'étude de son squelette, Guillaume avait entre 30 et 35 ans lors de sa mort et mesurait 1,70 m.

### Sources
- Falcon de Bénévent, Chronicon.
- Romuald de Salerne.
- Pierre Diacre.